# Ifigenia Martínez

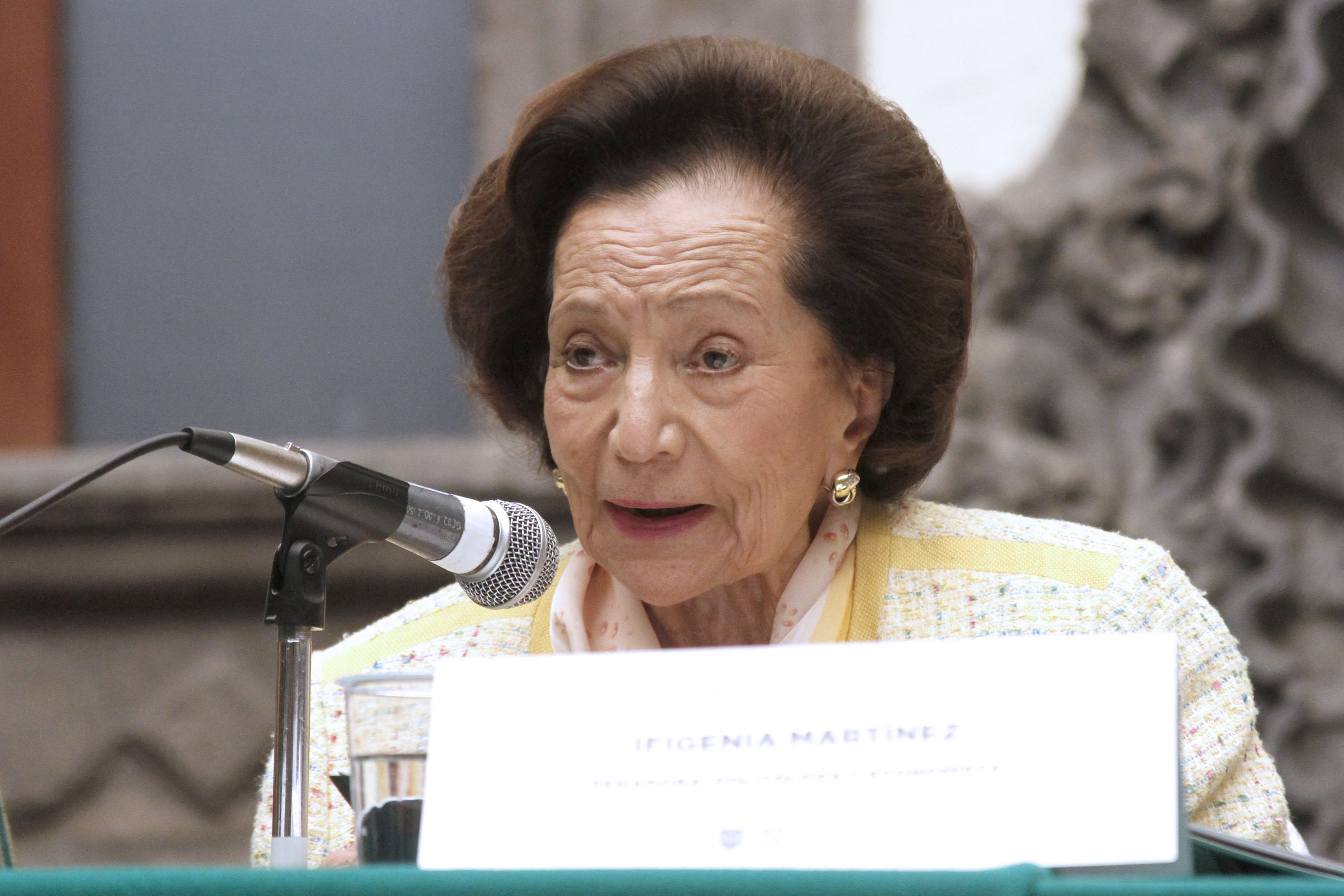
Ifigenia Martinez, 2019

Ifigenia Martínez Hernández (Mexico-Stad, 16 juni 1925 – 5 oktober 2024) was een Mexicaans econoom en politica.

## Biografie
Martínez studeerde economie aan de Nationale Autonome Universiteit van Mexico (UNAM) en behaalde een doctoraat aan de Harvard-universiteit. Zij doceerde economie aan de UNAM en werd als eerste vrouw directrice van het Instituut voor Economische Studies van die universiteit. In 1966 sloot zij zich aan bij de Institutioneel Revolutionaire Partij (PRI), waarvoor ze onderminister van economische zaken en van 1976 tot 1979 afgevaardigde werd. In de jaren 80 was zij een van de belangrijkste personen van de 'Democratische Stroming' binnen de PRI die poogde de partij te democratiseren. In 1987 stapte ze samen met andere leden van de Democratische Stroming waaronder Cuauhtémoc Cárdenas en Porfirio Muñoz Ledo uit de PRI. Ze steunde de presidentscampagne van Cárdenas in 1988 en werd zelf in de Kamer van Senatoren gekozen. In 1989 was zij een van de oprichtende leden van de Partij van de Democratische Revolutie (PRD).
Van 2000 tot 2003 zat Martínez opnieuw in de Kamer van Afgevaardigden. Later werd ze coördinator binnen de 'legitieme regering' van Andrés Manuel López Obrador en in 2009 opnieuw lid van de Kamer van Afgevaardigden, ditmaal namens de PT. In 2016 werd Martínez vice-voorzitter van de lokale vergadering van afgevaardigden die een nieuwe grondwet voor Mexico-Stad opstelden. In 2018 werd Martínez namens Morena verkozen in de senaat. In september 2024 werd Martìnez wederom verkozen in de Kamer van Afgevaardigden, waar ze tot voorzitter werd benoemd. Als zodanig leidde zij de ceremonie van inhuldiging van President Claudia Sheinbaum op 1 oktober. Ze overleed vijf dagen later op 99-jarige leeftijd.
- Bibliothèque nationale de France: cb17023352b (data)
- CiNii: DA05571701
- Gemeinsame Normdatei: 170833178
- International Standard Name Identifier: 0000 0001 1726 9274
- Library of Congress Control Number: n87921386
- Système universitaire de documentation: 078648068
- Virtual International Authority File: 166842026